# Knud Hansen
Knud Hansen (Randers, ... – ...; fl. XX secolo) è stato un calciatore danese, di ruolo centrocampista.

## Carriera

### Nazionale
Venne convocato nella Nazionale danese che si classificò al secondo posto ai Giochi olimpici del 1908, senza tuttavia disputare alcun incontro durante la competizione.